# Diocèse de Passau
Cet article concerne le diocèse catholique romain. Pour l'État du Saint-Empire romain germanique, voir Principauté épiscopale de Passau. Pour les autres homonymies, voir Passau (homonymie).
Le diocèse de Passau (en latin : dioecesis Passaviensis ; en allemand : Bistum Passau) est une église particulière de l'Église catholique en Allemagne. Érigé au VIIIe siècle, il est un des diocèses historiques de la Basse-Bavière. De 1217 à 1803, ses évêques sont princes-évêques du Saint-Empire romain germanique. Son siège est la cathédrale Saint-Étienne. Il est suffragant de l'archidiocèse de Munich et Freising.

## Historique
Créé en 737, il succéda au diocèse de Lorch (it) (situé en Haute-Autriche), constitua une principauté ecclésiastique du Saint-Empire romain germanique et resta suffragant de l'ancien archidiocèse de Salzbourg, jusqu'à ce qu'il fut médiatisé en 1805.
En 1217, l'évêque Ulrich II devient le premier prince-évêque de Passau.
Par la bulle In supremae dignitatis du 18 janvier 1469, le pape Paul II réduit son territoire pour l'érection du diocèse de Vienne.
Par le bref Arcano divinae providentiae du 1er juin 1728, le pape Benoît XIII l'exempte de la juridiction métropolitaine de l'archidiocèse de Salzbourg.
En 1729 et en 1784, son territoire est à nouveau réduit au profit de l'archidiocèse de Vienne.
Par les bulles Romanus Pontifex et Inter plurimas du 28 janvier 1785, le pape Pie VI réduit à nouveau son territoire pour l'érection des trois diocèses de Linz, Sankt Pölten et Leoben.
Par le recès d'Empire du 25 février 1803, la principauté épiscopale de Passau est sécularisée et médiatisée.
Par la bulle Dei ac Domini Nostri du 1er avril 1818, le pape Pie VII érige l'archidiocèse de Munich et Freising, dont le diocèse de Passau devient suffragant.
Les candidats au sacerdoce suivent leur formation au grand séminaire de Ratisbonne.
Les derniers évêques de ce diocèse ont été Simon Konrad (Josef) Landersdorfer de 1936 à 1968, Antonius Hofmann de 1968 à 1984, Franz Xaver Eder de 1984 à 2001, et Wilhelm Schraml de 2001 à 2012. Le siège est vacant depuis le 1er octobre 2012.

## Cathédrale et basiliques mineures
La cathédrale Saint-Étienne de Passau, dédiée à saint Étienne, est l'église cathédrale du diocèse.
Il compte trois basiliques mineures :
- la basilique Sainte-Anne d'Altötting, dédiée à sainte Anne[3] ;
- la basilique Sainte-Marguerite d'Osterhofen-Altenmarkt, dédiée à sainte Marguerite[4] ;
- la basilique Saint-Maurice de Niederaltaich, dédiée à saint Maurice[5].

## Saints patrons
Les trois saints patrons du diocèse de Passau sont :
- saint Valentin de Rhétie, fêté le 7 janvier ;
- saint Maximilien, fêté le 12 octobre ;
- saint Conrad de Parzham, fêté le 21 avril.